# 腹部肥胖
腹部肥胖（Abdominal obesity）又稱向心性肥胖（central obesity）、軀幹肥胖（truncal obesity）、中廣型肥胖，俗稱肚腩贅肉、啤酒肚，泛指囤積在腰間的脂肪組織，在腹部外斜肌附近尤其常見。男性比女性較容易有腹部肥胖，那是由於女性身體一般會把脂肪儲備在臀部與大腿附近。人年紀愈步入中年，運動量愈少，腰部的贅肉也愈變得明顯。一些較注重自己外表的男女會認為腹部肥胖會對自己的身體形象構成負面影響。儘管市面上存在不少聲稱能夠減退腹部肥胖的產品，一般以為最有效的消脂方法還是多做運動（如有氧运动）以及減少飲食中卡路里的份量。

## 与酒精摄入量的关系
一项研究表明饮酒量与腰围大小有直接关系，而且在现今人群中，过多的饮酒量会让男性承受更多腹部肥胖的风险，但此现象不会出现在女性人群中。控制能量摄入后，发现显著增加酒精摄入量增加了男性肥胖的风险，但在少数的女性受访者 (2.13%) 中，等量的酒精摄入不会增加肥胖风险。需要进一步的研究是非正常肥胖是否和摄入大量酒精的女性有关联。

## 腹部肥胖的健康風險
腹部肥胖可引致嚴重健康問題，腰臀比大者常有心血管疾病、代謝症候群、糖尿病、脂肪肝、阿茲海默症等疾病。腹部肥胖者，脂肪除了堆積於腹部皮下，也常堆積於腹腔與內臟，其靜脈通往肝門靜脈而進入肝臟，所釋出的脂肪酸會直接造成肝臟負擔。

## 粵語词源
粵語俗稱肚腩贅肉為「士啤胎」，意思為備用輪胎，為英文spare tire的音譯，暗諭其型如輪胎環腰。粵語又另俗稱「Call機」，意即傳呼機，Call機肉意味著贅肉一般在腰間放置傳呼機的位置長出。亦有人形容肚腩贅肉為「啤酒肚」，隨著年齡增長，男性深睡眠階段減少，由於睡眠品質差，荷爾蒙的分泌會隨之減少，荷爾蒙的缺乏使體內脂肪增加並聚集於腹部，而且年紀越大影響越明顯。 此外，很多中年人長時間坐著辦公，缺乏運動，容易造成腹部脂肪囤積。在工作壓力較大時，不少人會飲食過量，導致消化不良，這也易造成體重超標。